# Decksstuhl

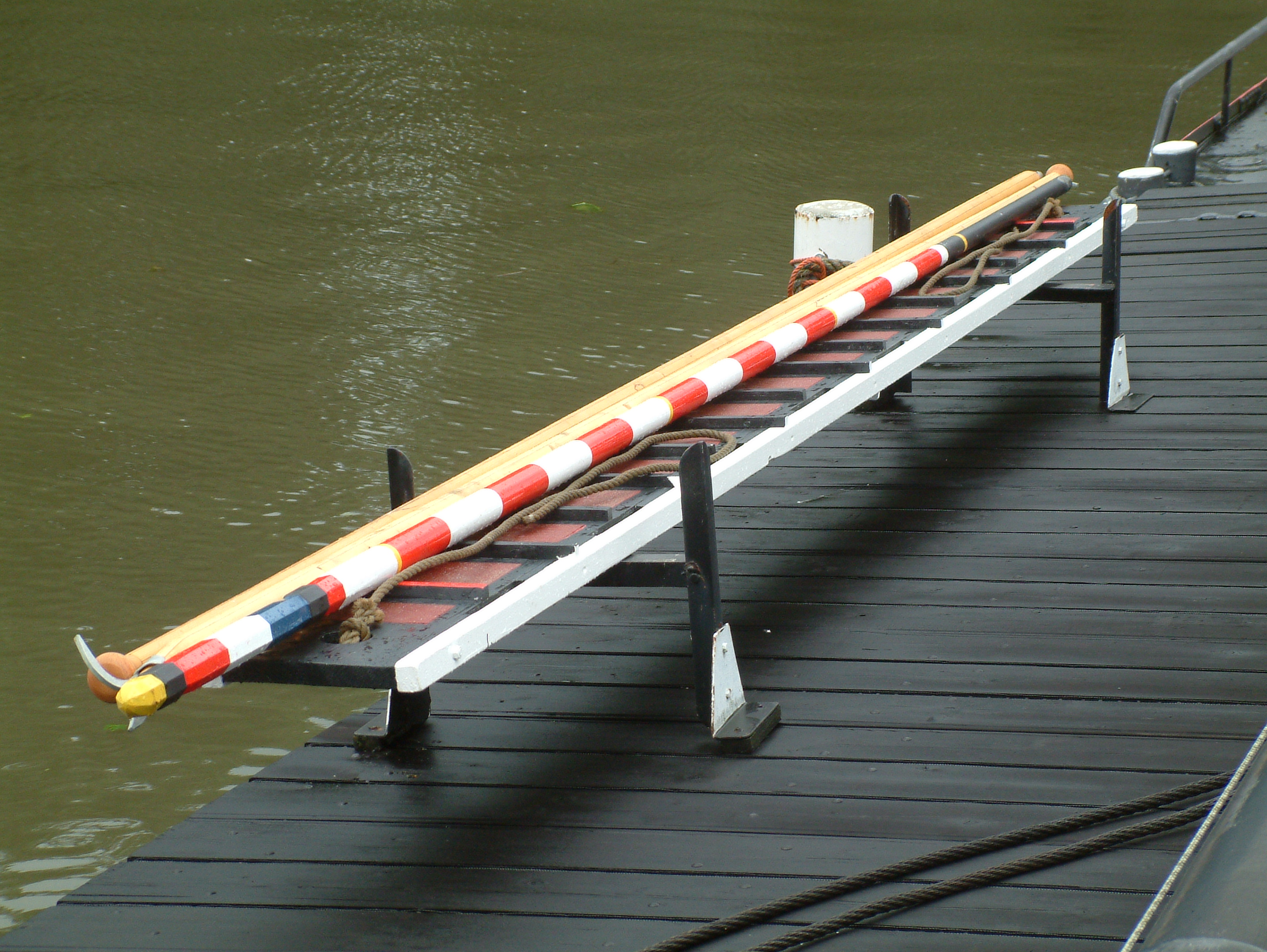
Decksstuhl

Ein Decksstuhl ist ein Ausrüstungsgegenstand eines Binnenschiffs. Er besteht meistens aus zwei H-förmigen Konstruktionen, die an einem geeigneten Platz auf dem Schiff fest installiert sind. Auf Tankschiffen werden sie oft auf den Rohrleitungen angebracht.
Auf dem Decksstuhl werden die Laufplanke, Leitern, Bootshaken, Schlaggerte und sonstiges Material gelagert.